# Karl Karlson
Karl Marynowicz Karlson, właśc. Eduards Ogrietis (ros. Карл Мартынович Карлсон (Эдуард Янович Огриетис), ur. 10 października 1888 w Rydze, zm. 22 kwietnia 1938 w Moskwie) – łotewski komunista, funkcjonariusz radzieckich służb specjalnych, komisarz bezpieczeństwa państwowego II rangi.

## Życiorys
W 1903 skończył podstawową szkołę miejską w Rydze, w 1905 wstąpił do Łotewskiej Socjaldemokratycznej Partii Robotniczej, a w 1906 do SDPRR(b). Od września 1906 pracował w drukarni w Petersburgu, w czerwcu 1907 aresztowany i uwięziony do marca 1908. Od listopada 1908 na emigracji w Niemczech, później w Belgii, w czerwcu 1917 wrócił do Rosji, od czerwca do listopada 1917 kierownik drukarni bolszewickiej w Piotrogrodzie, od listopada 1917 do kwietnia 1918 członek kolegium zarządu drukarni WCIK gazety "Izwiestia". Od kwietnia 1918 w Czece, od sierpnia do listopada 1918 pełnomocnik Czeki rejonu Wołgi w Niżnym Nowogrodzie, od listopada 1918 do czerwca 1919 przewodniczący kazańskiej gubernialnej Czeki, potem członek Kolegium Wydziału Tajnego Czeki w Moskwie, kierownik biura politycznego i członek kolegium Moskiewskiej Czeki, brał udział w tłumieniu antykomunistycznego powstania w Jurjewie-Polskim. Od 7 stycznia do marca 1920 zastępca szefa Zarządu Czeki Wszechukraińskiego Komitetu Rewolucyjnego, od stycznia do października 1920 pomocnik przedstawiciela Centralnego Zarządu Nadzwyczajnych Komisji Ukrainy na Wybrzeżu Azowskim, od 20 listopada 1920 do lutego 1922 przewodniczący gubernialnej Czeki w Doniecku, od lutego 1922 do kwietnia 1924 szef donieckiego gubernialnego oddziału GPU, od 10 czerwca 1924 do 25 maja 1934 zastępca przewodniczącego GPU Ukraińskiej SRR, od 4 czerwca do 10 lipca 1934 szef charkowskiego obwodowego oddziału GPU. Od 15 lipca 1934 do 17 października 1936 szef Zarządu NKWD obwodu charkowskiego, od 26 listopada 1935 komisarz bezpieczeństwa państwowego II rangi, od 17 października 1936 do 20 lipca 1937 zastępca ludowego komisarza spraw wewnętrznych Ukraińskiej SRR, od 16 sierpnia 1937 do 11 stycznia 1938 szef Tomsko-Asinskiego Poprawczego Obozu Pracy, następnie zwolniony z NKWD. Od 12 grudnia 1925 do 5 czerwca 1930 członek Centralnej Komisji Kontroli KP(b)U, od 15 czerwca 1930 do 4 lipca 1937 członek KC KP(b)U.
22 stycznia 1938 aresztowany, 22 kwietnia 1938 skazany na śmierć i rozstrzelany. Pośmiertnie zrehabilitowany.

## Odznaczenia
- Order Czerwonego Sztandaru (17 kwietnia 1923)
- Odznaka "Honorowy Funkcjonariusz Czeki/GPU (V)" (1922)
- Odznaka "Honorowy Funkcjonariusz Czeki/GPU (XV)" (20 grudnia 1932)